# Bas latin
Le bas latin, ou latin tardif, est le latin de l’Antiquité tardive, habituellement les versions du latin parlées du IIIe au VIe siècle (voire jusqu'au VIIe siècle en Espagne).

## Description
Les formes de latin regroupées sous cette appellation sont des versions intermédiaires entre le latin classique et le latin médiéval. Ces versions sont différentes du latin vulgaire, qui n'était que parlé. Même si les auteurs bas latins incorporent plus ou moins du vocabulaire et des constructions propres au latin vulgaire, ces formes de latin gardent, dans une large mesure, les caractéristiques générales du latin classique. Dans ces formes de bas latin, il est possible de distinguer une forme bien particulière, celle des patrologies latines, une collection de textes chrétiens.
Le latin tardif a largement été utilisé comme langue de transcription des registres nécessaires aux relations socio-économiques aux frontières avec les peuples non latinophones. Selon Antoine Meillet, « sans que l'aspect extérieur de la langue se soit beaucoup modifié, le latin est devenu au cours de l'époque impériale une langue nouvelle […] servant en quelque sorte de lingua franca à un grand empire, le latin a tendu à se simplifier, à garder surtout ce qu'il avait de banal […] ». 
Le bas latin a ensuite servi au cours des siècles suivants à la construction de vocables pour les langues romanes.